# John Warcup Cornforth
Sir John Warcup Cornforth Jr., AC, CBE, FRS, FAA (7. september 1917 – 8. december 2013) var en australsk-britisk kemiker. Han modtog nobelprisen i kemi i 1975 for sit arbejde med stereokemien i enzym-katalyserede reaktioner, og er dermed den eneste nobelprisvinder, der er født i New South Wales.
Cornforth forskede i enzymer, der kan katalyserer ændringer i organiske forbindelser, substratet, ved at tage hydrogenatomers plads i en subtrats kæde og ringe. I sine synteser og beskrivelser af forskellige terpener, olefiner, og steroider fastslog Cornforth specifikt hvilken gruppe af hydrogenatomer i substratet der blev erstattet af et enzym, så han kunne lave en detaljeret biosyntese af kolesterol. Han modtog nobelprisen i kemi i 1975 sammen med Vladimir Prelog, og han blev slået til ridder i 1977.